# Pèl·let de plàstic

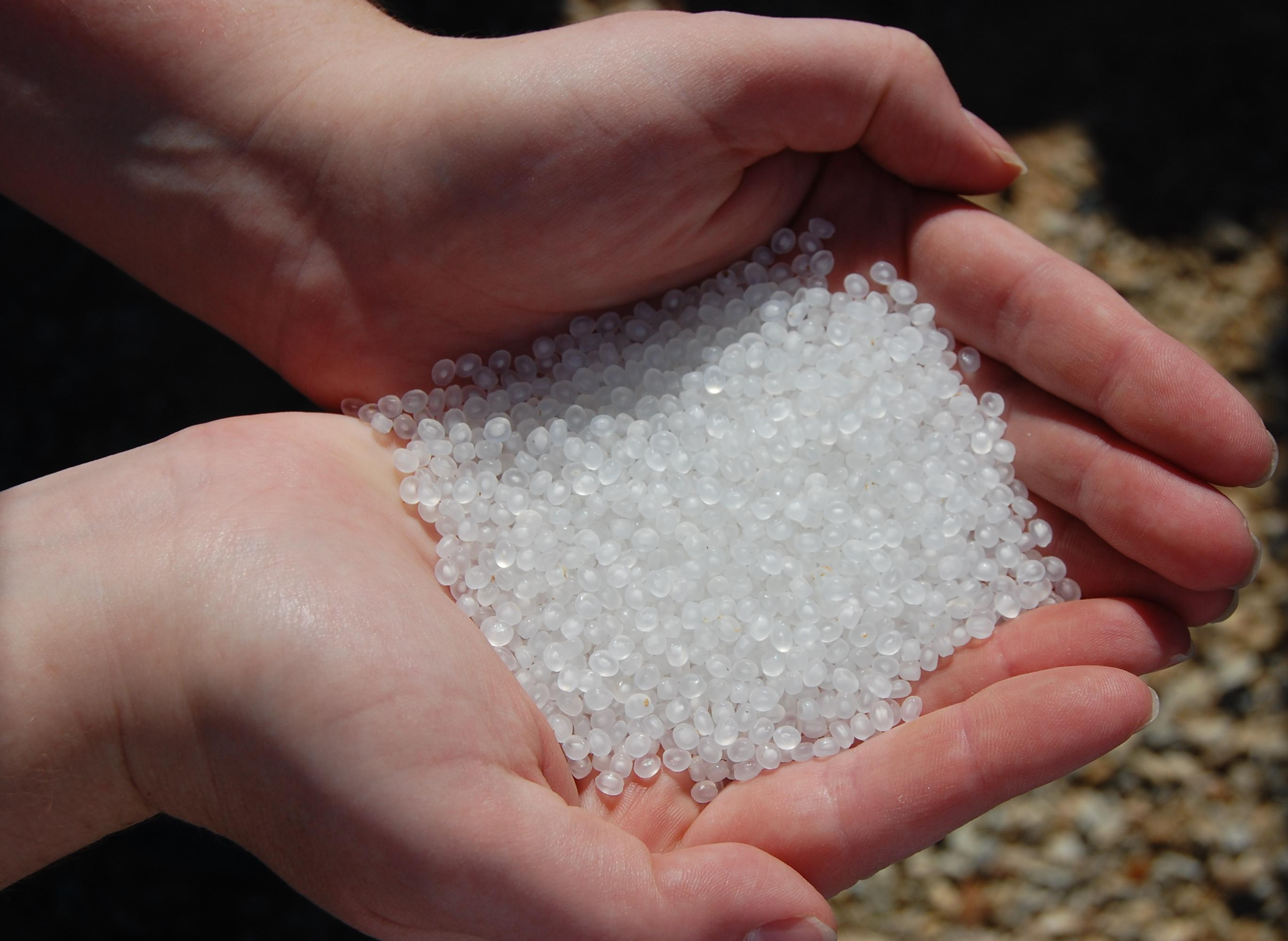
Pèl·lets de plàstic

Un pèl·let de plàstic (en anglès, nurdle) és un tipus de material plàstic de grandària inferior a 5 mm que s'utilitza en la fabricació de productes de plàstic. Aquests pèl·lets són microplàstics que es fabriquen principalment amb polietilè, polipropilè, poliestirè, clorur de polivinil i altres plàstics o resines sintètiques. Són el component bàsic, a través de l'extrusió de plàstic o l'emmotllament per injecció, d'articles per a la vida quotidiana, com a ampolles d'aigua de plàstic, contenidors i bosses.

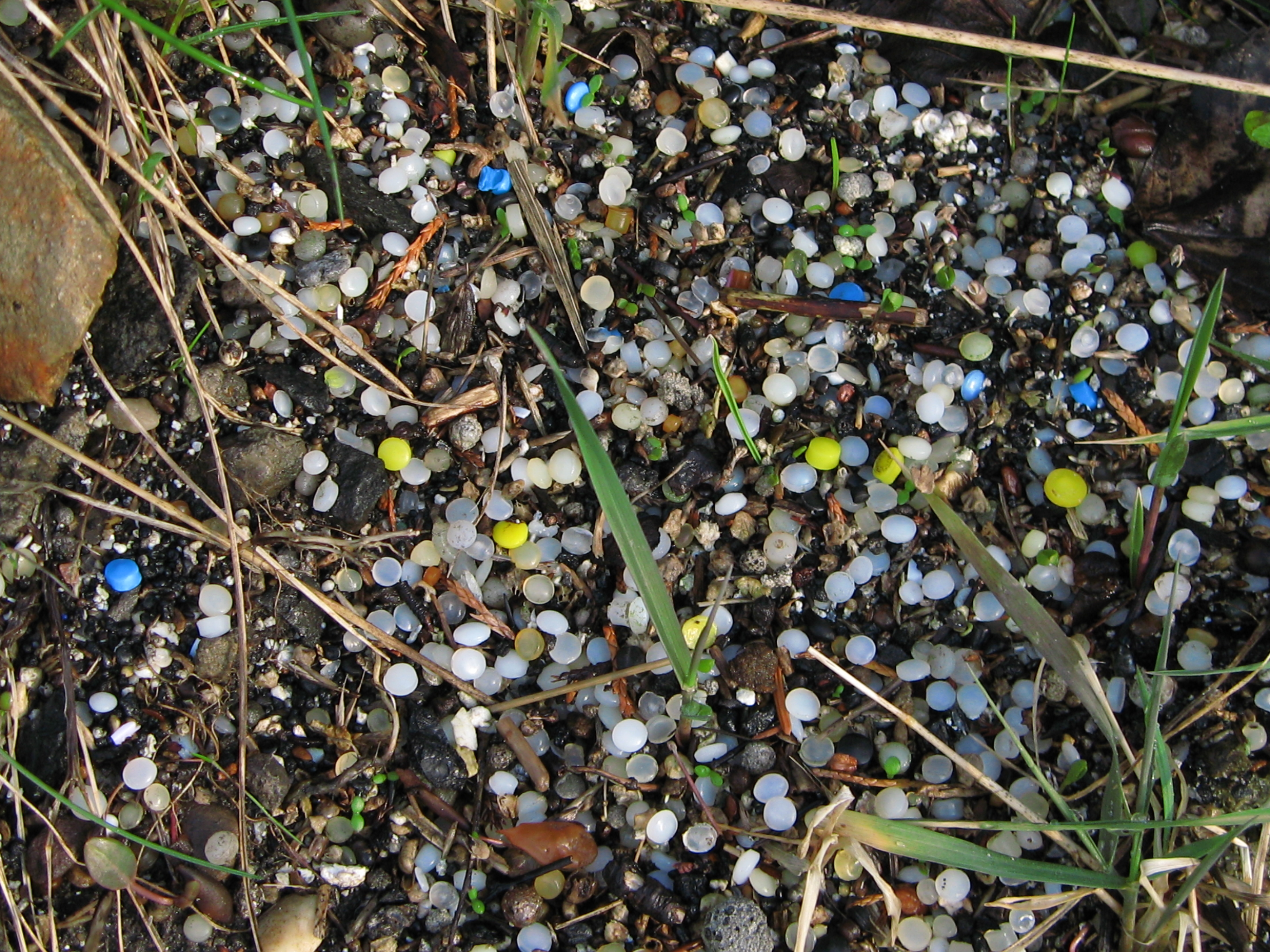
Un exemple de pèl·lets de plàstic.

## Impacte en el medi ambient
Es poden veure a les costes de rius, platges i llacs de tot el món. La primera vegada que es va registrar la seva presència a les platges va ser al voltant de la dècada de 1970, però s'ha registrat el seu ús abans, al voltant de les dècades de 1940 i 1950. Poden arribar als oceans de moltes maneres, inclosos els vessaments accidentals en el transport, i es mouen ràpidament ja que són prou petits com per a ser arrossegats pel vent. També suren en l'aigua. Amb el pas del temps es van degradant i fent-se encara més petits, trigant molt de temps a desintegrar-se completament.

### Ecosistemes
Aquests plàstics poden alterar els ecosistemes ja que alguns ocells i peixos poden confondre'ls amb el seu menjar i acabar morint de fam a causa de les quantitats ingerides. A més, poden absorbir toxines i altres productes químics nocius coneguts com a contaminants orgànics persistents (COP). Aquests poden ser ingerits pels peixos, sent enverinats, o ser capturats per al consum humà.